# Corydoras zawadzkii
Corydoras zawadzkii é um peixe tropical de água doce pertencente à subfamília Corydoradinae e à família Callichthyidae. É encontrado em águas da América do Sul, e habita a bacia do Rio Madeira, no estado do Mato Grosso, no Brasil.
A espécie foi descrita por Luiz F. C. Tencatt e Willian M. Ohara, em 2016.

## Etimologia e taxonomia
O nome do gênero, Corydoras, vem do grego, kory = capacete, doras = pele.